# فردی (خواننده)
فردی (به انگلیسی: Freddie) (زاده ۸ آوریل ۱۹۹۰) خواننده مجارستانی است.
او در مسابقه آواز یوروویژن ۲۰۱۶ نماینده مجارستان بود .